# Constructivisme (kunst)

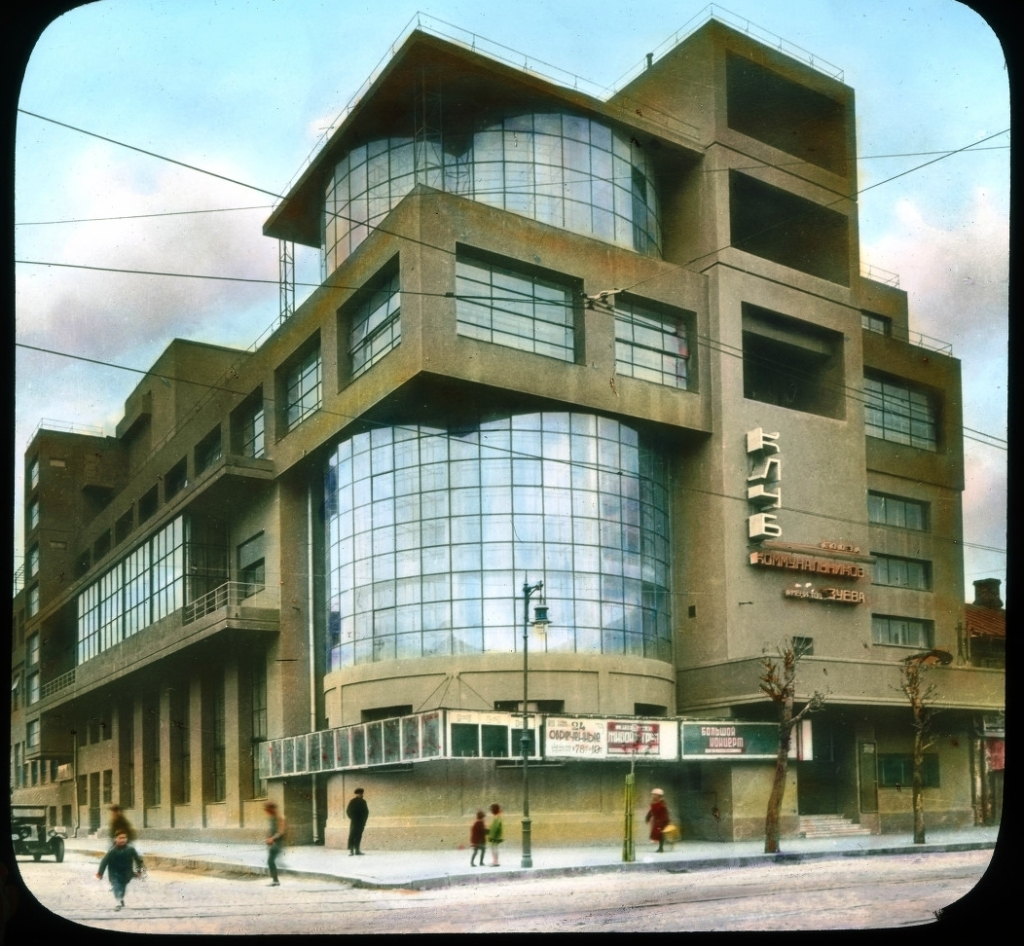
De Zuev Arbeiders Club in Moskou.

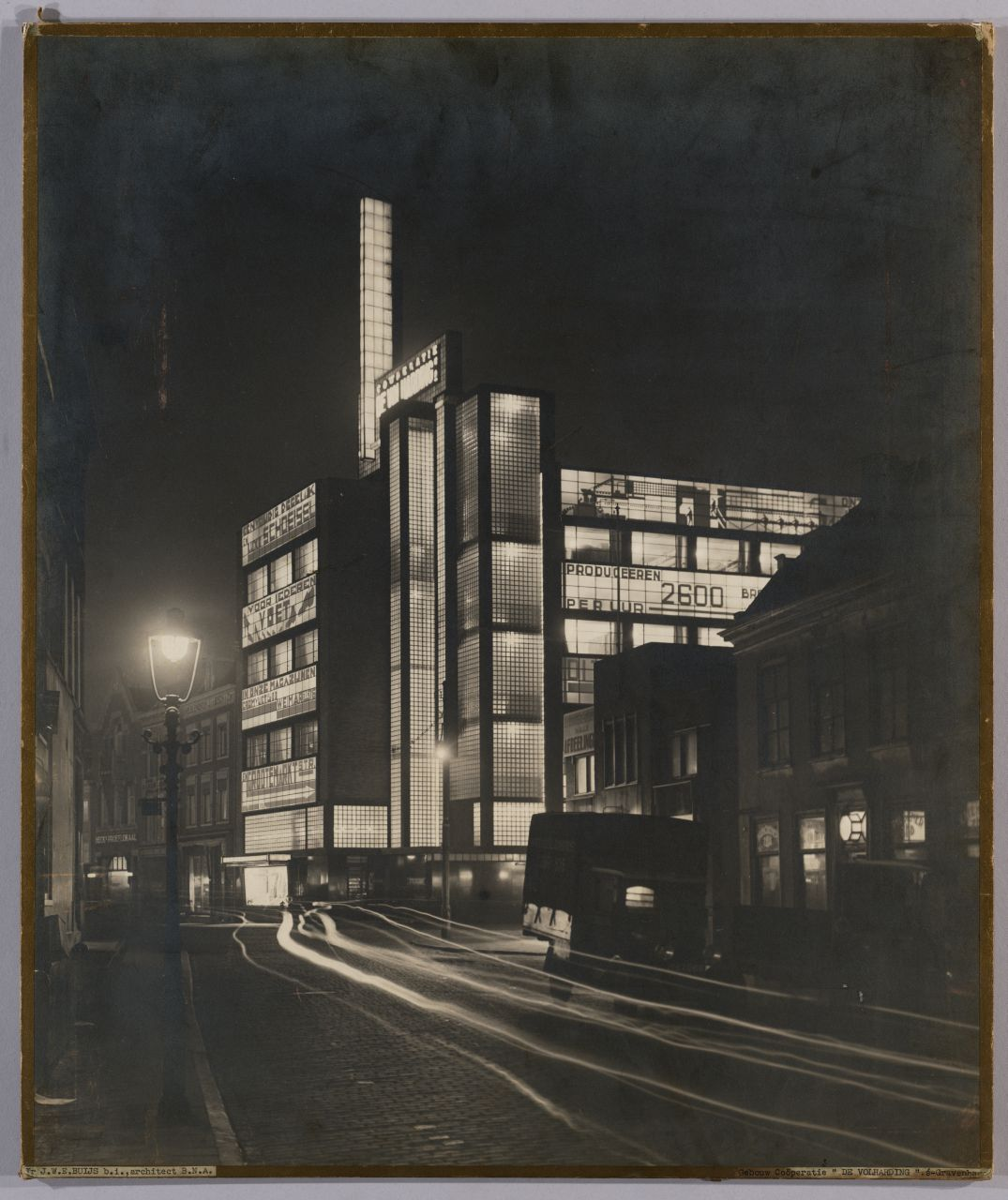
Verzamelgebouw De Volharding van Jan Buijs.

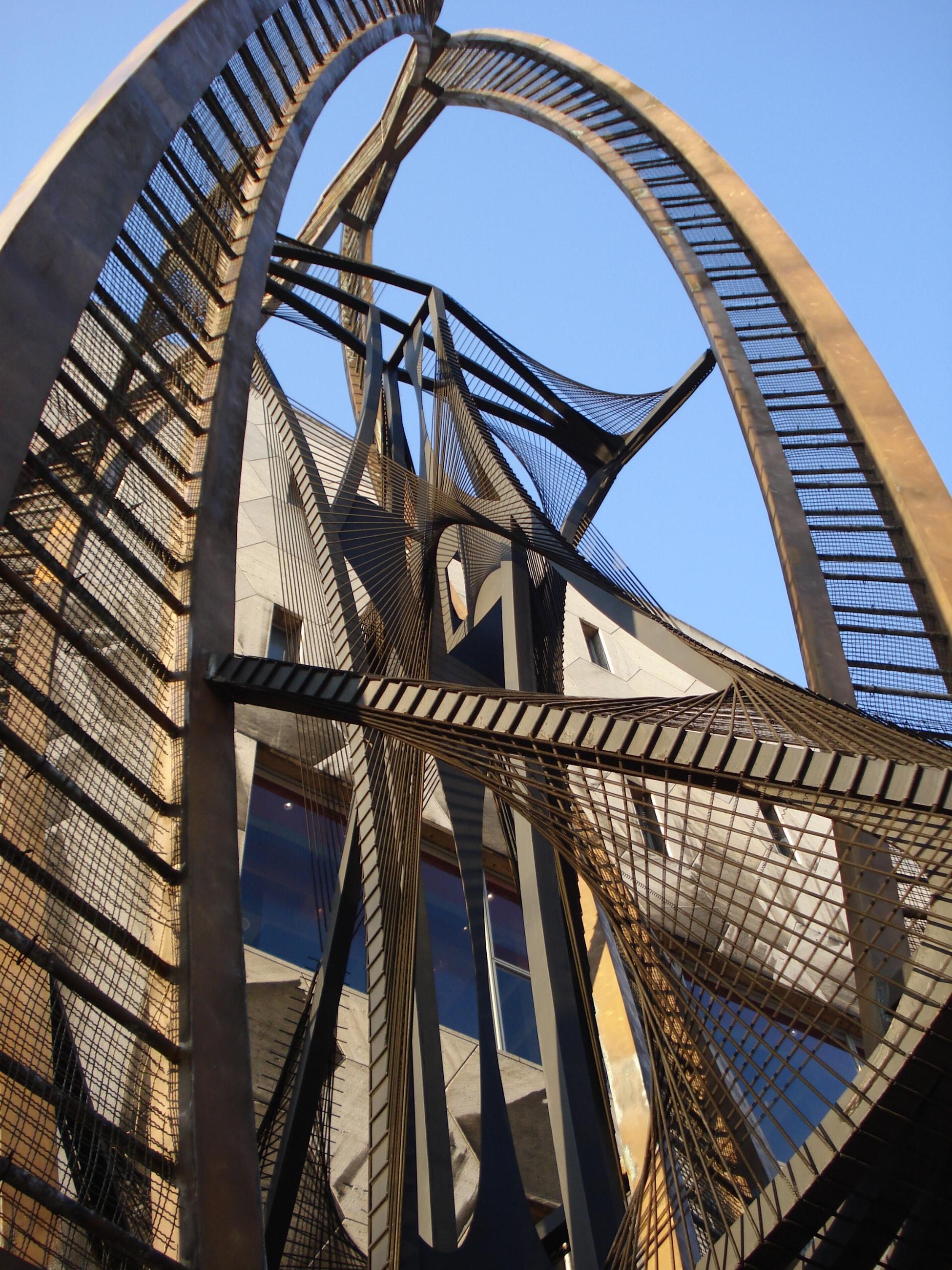
Kunstwerk "Gestileerde bloem" van Naum Gabo.

Constructivisme is een kunstvorm in de periode van 1915 tot 1934, met belangrijke wortels in Rusland. Het Italiaanse futurisme had een rol bij ontstaan van deze stroming.

## Ontwikkeling en typering
In de schilderkunst speelde, kort voor de Eerste Wereldoorlog, de Russische avant-garde een opvallend belangrijke rol in de ontwikkeling van de abstracte kunst. Uit het rayonisme (van Natalja Gontsjarova en Mikhaïl Larionov) en het suprematisme (van Kazimir Malevitsj) puurde Vladimir Tatlin het bekende constructivisme. Hij bracht met de collage-techniek van Pablo Picasso reliëf in de onderwerploze kunst en exposeerde hij zelfs zwevende constructies. Volgens quasi mathematisch-technische principes werden door de constructivisten vooral geometrische vormen in compositie gebracht en werd gewild afgezien van enige subjectieve expressie. Het was vooral hun ontzag voor machines, de architect en de toegepaste technische constructies waardoor de constructivisten werden meegesleept; hierin zagen zij een houvast voor hun streven naar duidelijkheid en exactheid en tegen subjectief individualisme.
In vele manifesten en avant-gardistische programma's werden de ingewikkelde en uiteraard theoretisch filosofische discussies van de constructivisten vastgelegd, met name in de periode van 1915 en 1920. Het constructivisme drong in de jaren twintig ook door tot de Russische dichtkunst, met Ilja Selvinski en Eduard Bagritski als belangrijke vertegenwoordigers.

### Zwarte vlakken
Schilderen was voor de constructivisten in de eerste plaats een objectieve studie, een halsstarrig doorvoeren van de strengste vereenvoudiging van de schilderkunstige middelen, tot er ten slotte niets overbleef dan het bekende vierkante zwarte vlak van Malevitsj. Van hieruit werd de schilderkunst vanaf de basis opnieuw opgebouwd. Niet naar subjectieve uitingsbehoeften, maar naar de meest basale mogelijkheden die zijn af te leiden van het zwarte vierkante vlak, de zogenaamde constructivistische of suprematistische elementen. Deze constructivistische elementen zijn bijvoorbeeld: twee zwarte vlakken naast en tegen elkaar (een horizontale verlenging van het zwarte kwadraat), een zwart vierkant recht boven en tegen een ander (een verticale verlenging van het zwarte kwadraat), enz. Vervolgens de cirkel, de driehoek, enz.

### Invloed
Langs het Bauhaus in Weimar met El Lissitzky en De Stijl van Theo van Doesburg en Piet Mondriaan in Leiden drong het constructivisme na de oorlog in West-Europa door. Terwijl Mondriaan zijn horizontaal-verticale composities creëerde, bracht Van Doesburg met diagonalen een meer dynamisch constructivisme.

### Vertegenwoordigers
Naum Gabo en Antoine Pevsner waren toen al uitgegroeid tot de belangrijkste Russische exponenten van de beweging.
František Kupka, László Moholy-Nagy en Victor Vasarely verdienden evenzeer hun constructivistische sporen.
In Nederland worden Ad Dekkers, Jan Schoonhoven, Peter Struycken, Joost Baljeu en Bander van Ierland tot de constructivisten gerekend.

## Rusland
Het constructivisme was van 1917 tot 1921 de officiële kunst van de Russische Revolutie. Tal van moderne kunstenaars, ook Kandinski en Tatlin, bezetten belangrijke officiële posten, zoals leraar aan de kunstacademie van Moskou. Maar na 1920 werden de moderne kunstuitingen door de regering veroordeeld als onbegrijpelijk voor het gewone volk en in strijd met het algemeen belang. Omstreeks 1922 waren de constructivistische activiteiten in de Sovjet-Unie teruggebracht tot de toegepaste kunst. Begin jaren dertig werd de kunstvorm echter als te 'bourgeois' bestempeld en werden kunstenaars aangespoord tot 'hervorming'. Volgens sommige sovjetwetenschappers was er van 1932 tot 1936 nog een soort 'overgangsstijl', die wordt aangeduid als het postconstructivisme. Vanaf de jaren zestig kwam er weer aandacht voor het werk van de constructivisten en sinds de jaren negentig zijn er weer een aantal gebouwen gebouwd in de stijl van het constructivisme van de jaren twintig, waaronder het winkelcomplex 'Tri kita' aan de Minskoje sjosse (de weg van Moskou naar Minsk).

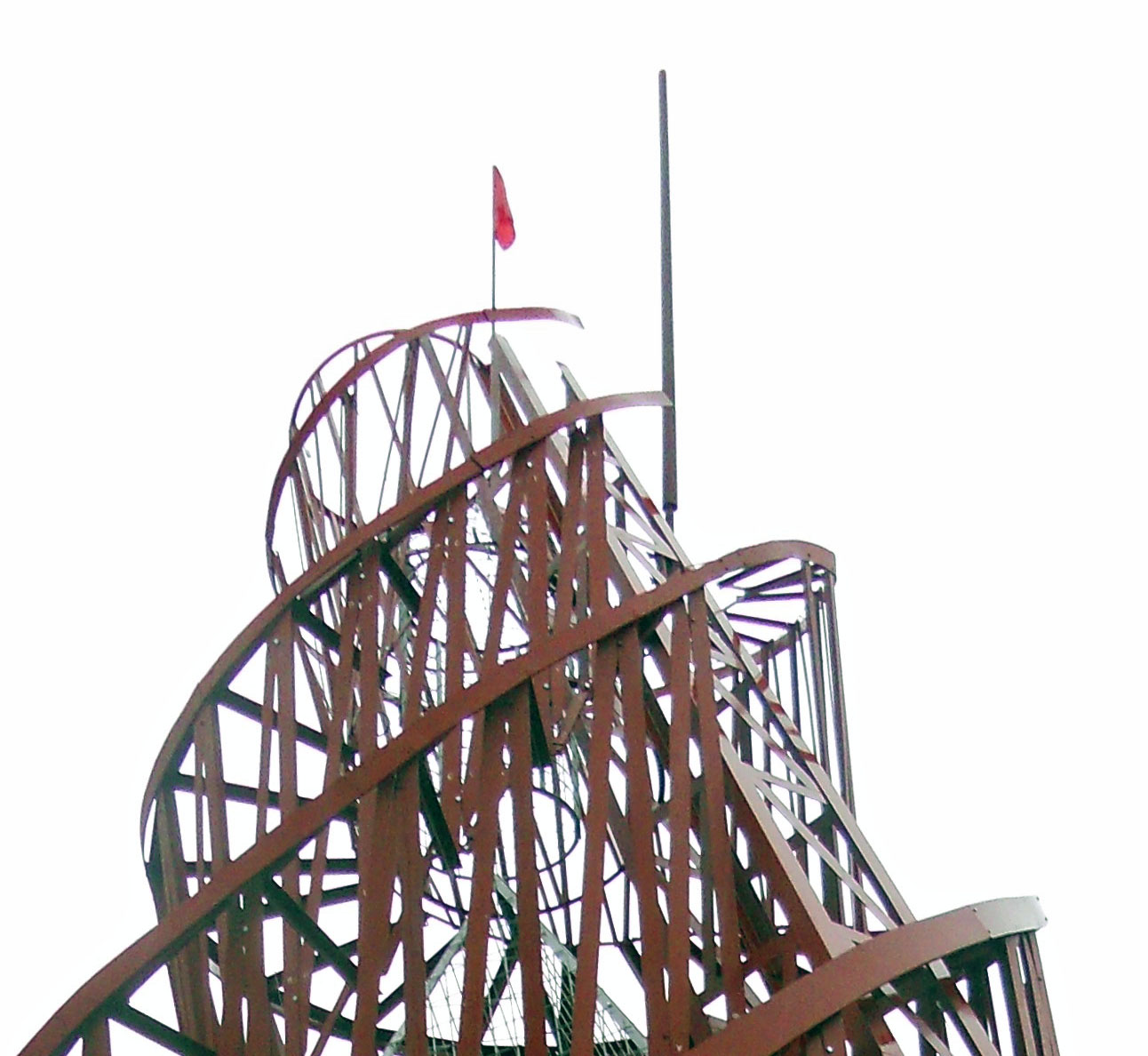
Een model van Tatlin's Toren.

### Monument voor de Derde Internationale
Vladimir Tatlin ontwierp rond 1919 een hoofdgebouw voor het internationale communisme. Dit ontwerp, dat sindsdien ook bekend staat als Tatlin' toren, bestond uit een grote dubbele helix van ijzer en staal en had gebouwd moeten worden in Sint Petersburg. Het zou huisvesting moeten geven aan vergaderzalen, een informatiecentrum en een radiostation. Het gebouw zou groter worden dan de Eiffeltoren en het Empire State Building, maar werd nooit gebouwd vanwege de hoge kosten en een gebrek aan staal. Het model van het ontwerp reisde jaren door Rusland en wordt tegenwoordig tentoongesteld in het Moderna Museet in Stockholm, de Tretjakovgalerij in Moskou en het Centre Georges Pompidou in Parijs.

## Buiten Rusland
Hoewel de meeste gebouwen in deze stijl in Rusland zijn gebouwd, zijn er ook gebouwen gerealiseerd die binnen of onder de invloed van de  Sovjet-Unie vielen. Daarnaast zijn er enkele andere voorbeelden, waarvan de De Volharding van Jan Buijs en het techniekgebouw van de Universiteit van Leicester van James Stirling de belangrijkste zijn. De Van Nellefabriek, hoewel hoofdzakelijk functionalistisch in ontwerp, kent enkele kenmerken die tot het constructivisme behoren: zoals de kromming van een deel van de gevel, de luchtbruggen en de theekoepel.

## Verwante designstromingen en -stijlen
Constructivisme is familie van onder andere de volgende designstromingen en -stijlen:
- Futurisme
- Tsjechisch kubisme
- Dadaïsme
- De Stijl
- Bauhaus

absolute schilderkunst ·  abstract expressionisme · abstracte kunst · academische kunst · actionpainting · art brut · art deco · classicisme · colorfieldpainting · dadaïsme · expressionisme · fauvisme · figuratieve kunst · futurisme · hard edge · hyperrealisme · impressionisme · informele schilderkunst · jugendstil · kubisme · luminisme · magisch realisme · maniërisme · minimal art · naïeve kunst · naturalisme · neo-expressionisme · neo-impressionisme · nieuwe beelding · nieuwe zakelijkheid · op-art · orphisme · oriëntalisme · piëtisme · pittura metafisica · pixel art · pointillisme · popart · postimpressionisme · prerafaëlieten · primitivisme · realisme · romaans . romantiek · sociaal realisme · suprematisme · surrealisme · symbolisme · tachisme